# Первомайка (Троицкий район)
Первомайка  — посёлок в Троицком районе Челябинской области России, относится к Дробышевскому сельскому поселению.

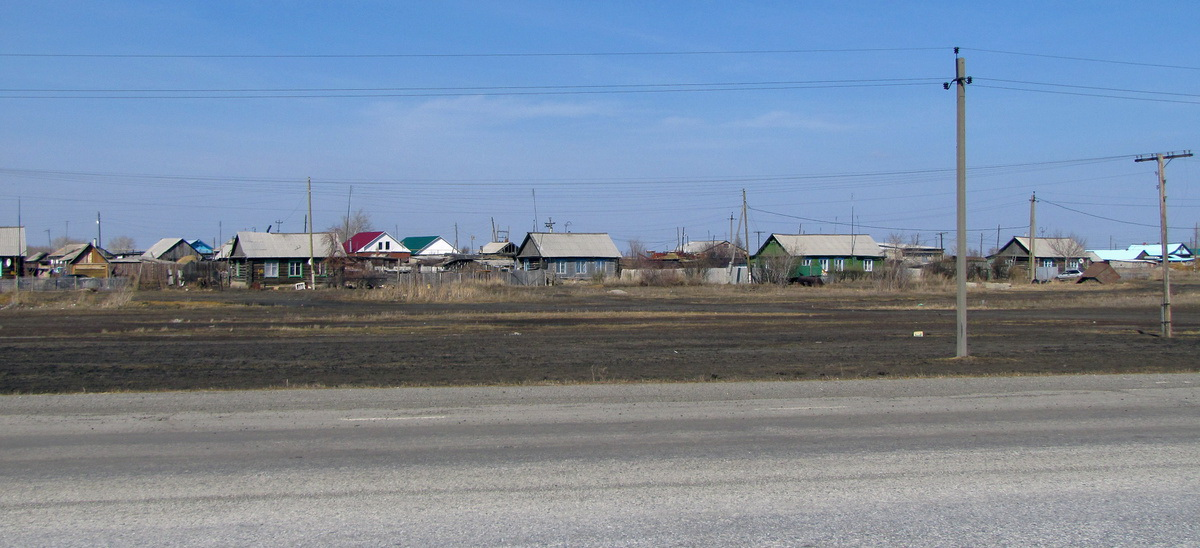
Первомайка (Троицкий район), 2015 год

## География

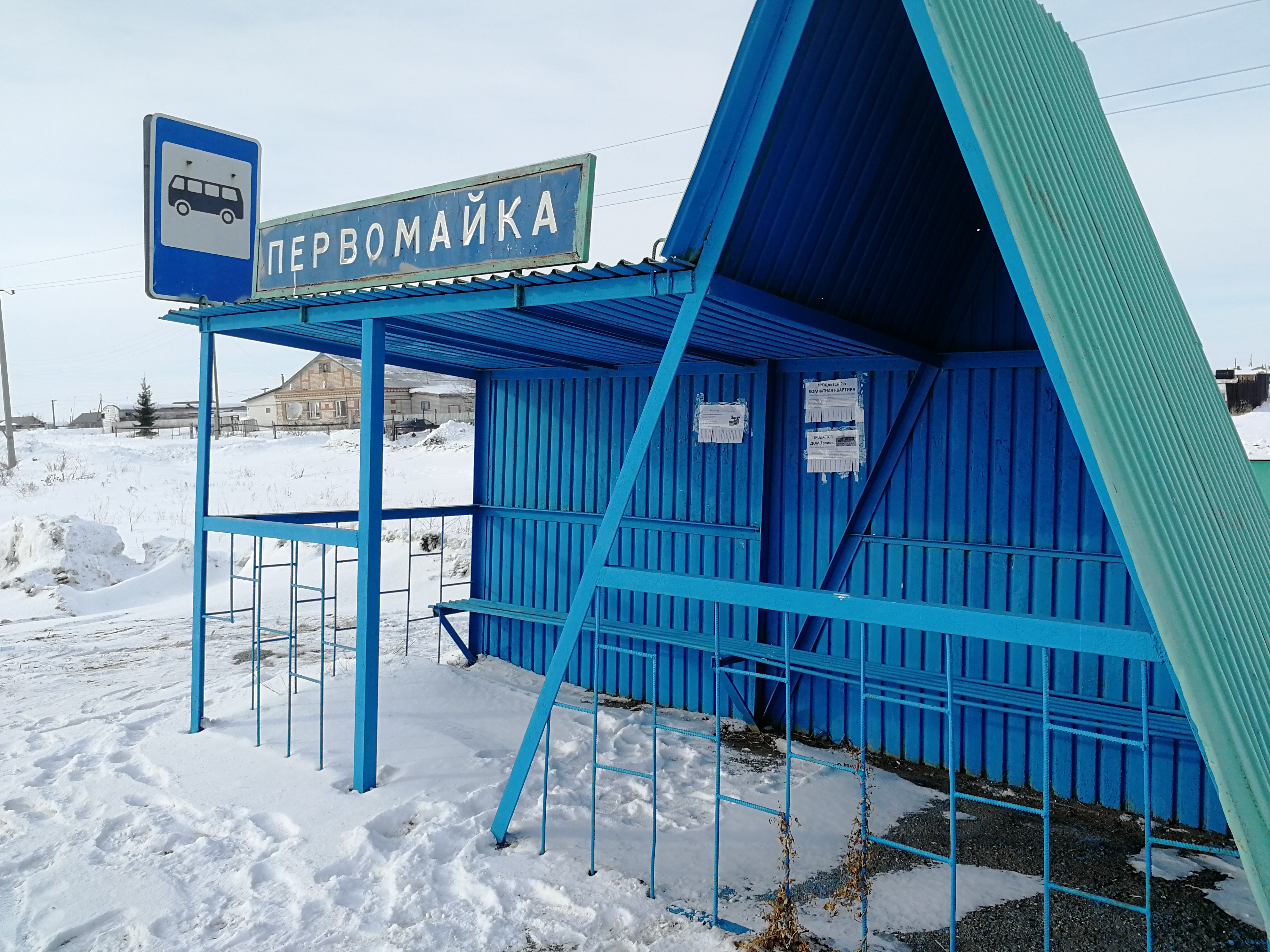
остановка Первомайка

Расположен в центральной части района, на берегу озера Первомайское. Рельеф — равнина (Западно-Сибирская равнина); ближайшие высота — 212 и 216 м. Ландшафт — лесостепь (редкие лесные колки чередуются с обширными степными участками), от поселка находится несколько небольших озер, болот. Поселок связана грунтовыми и шоссе дорогами с соседними населенными пунктами. Расстояние до районного центра (Троицк) 14 км, до центра сельского поселения (с. Дробышево) — 10 км.

## История
Поселок вырос на месте хутора Гайдамаки, осн. в нач. 20 в. переселенцами с Украины. 
В 1926 в нем насчитывалось 11 дворов. В период коллективизации и раскулачивания жит. хутора были выселены; новому поселку в 1939 присвоено совр. назв. 
До 1953 относилась к Травянскому, затем — к Суналинскому (Дробышевскому), в 1961—2005 к Бобровскому сельсоветам. 
В 1930-х гг. организован колхоз «Южный повстанец» (в 1939 переим. в колхоз им. 18-го партсъезда, с 1951 — им. Берии, с 1953 — им. Калинина). 
В 1961 колхоз вошел на правах 2-го отделения в состав совхоза «Бобровский» (ныне ООО «Бобровское»).

## Население
| 2002 | 2010 |
| ---- | ---- |
| 276  | ↘210 |

(в 1926 — 66, в 1950 — 50, в 1964 — 232, в 1971 — 229, в 1983 — 209, в 1995 — 264)

## Улицы
- Лесная улица
- Озерная улица
- Центральная улица
- Школьная улица
- Шоссейная улица